# Auslan
Auslan eller australiskt teckenspråk är det teckenspråk som används av döva i Australien. Australiens federala regering erkände 1987 auslan som ett minoritetsspråk (engelska: community language). Språket är nära besläktat med det brittiska och det nyzeeländska teckenspråket, med vilka det delar gemensamma rötter. Auslan har även påverkats av inflytande från det irländska teckenspråket och på senare år har tecken lånats in från amerikanskt teckenspråk.
Australian Network on Disability uppskattar att det finns cirka 30 000 döva användare av auslan. Lingvisten Trevor Johnston, som är specialiserad på auslan, uppskattade att det 2001 fanns betydligt lägre 6 500 användare.